# Kia Soul
Kia Soul är en MPV som lanserades 2008 som årsmodell 2009. 
Modellen finns med bensinmotorer på 1,6 och 2,0 liter och en dieselmotor på 1,6 liter. 
På samma bottenplata som Soul byggs även Kia Venga och Hyundai i20.

## Motoralternativ
| Modell   | Årsmodell | Motor                   | Cylindervolym | Effekt | Vridmoment | Bränslesystem      |
| -------- | --------- | ----------------------- | ------------- | ------ | ---------- | ------------------ |
| 1.6      | 2009-     | 4-cyl radmotor DOHC 16V | 1591 cm³      | 126 hk | 156 Nm     | Bränsleinsprutning |
| 2.0*¹    | 2010-     | 4-cyl radmotor DOHC 16V | 1975 cm³      | 144 hk | 186 Nm     | Bränsleinsprutning |
| 1.6 CRDi | 2009-     | 4-cyl radmotor DOHC 16V | 1582 cm³      | 128 hk | 260 Nm     | Turbodiesel        |

*¹ Ej Sverige